# Будинок Лисака
Буди́нок Лисака́ — будинок в Черкасах, збудований грабарем Лисаком наприкінці XIX століття.
Цей будинок місцевий грабар-підрядник Лисак збудував собі в 1870-их роках як власну оселю. Через декілька десятків років грабар здав її в оренду австрійському підданому Швайгуту, що приїхав до Черкас на постійне місце проживання. З деякими перервами у 1890-их роках у будинку розміщувалися початкові класи гімназії, пізніше — міське Громадське зібрання. Тут були бібліотека, в залі організовувались вечори відпочинку, грав оркестр. З початку XX століття у будинку оселялися чоловіча гімназія, майстерні Першої трудової школи, банк, міські установи. У 1960-их роках у приміщенні було обладнано перший міський планетарій. У 2021 році будівля була продана будівельній компанії «Надія»..
Одноповерхова споруда вирізняється красивим дерев'яним фронтоном під дахом та інкрустованими різьбленими дверима.

## Галерея

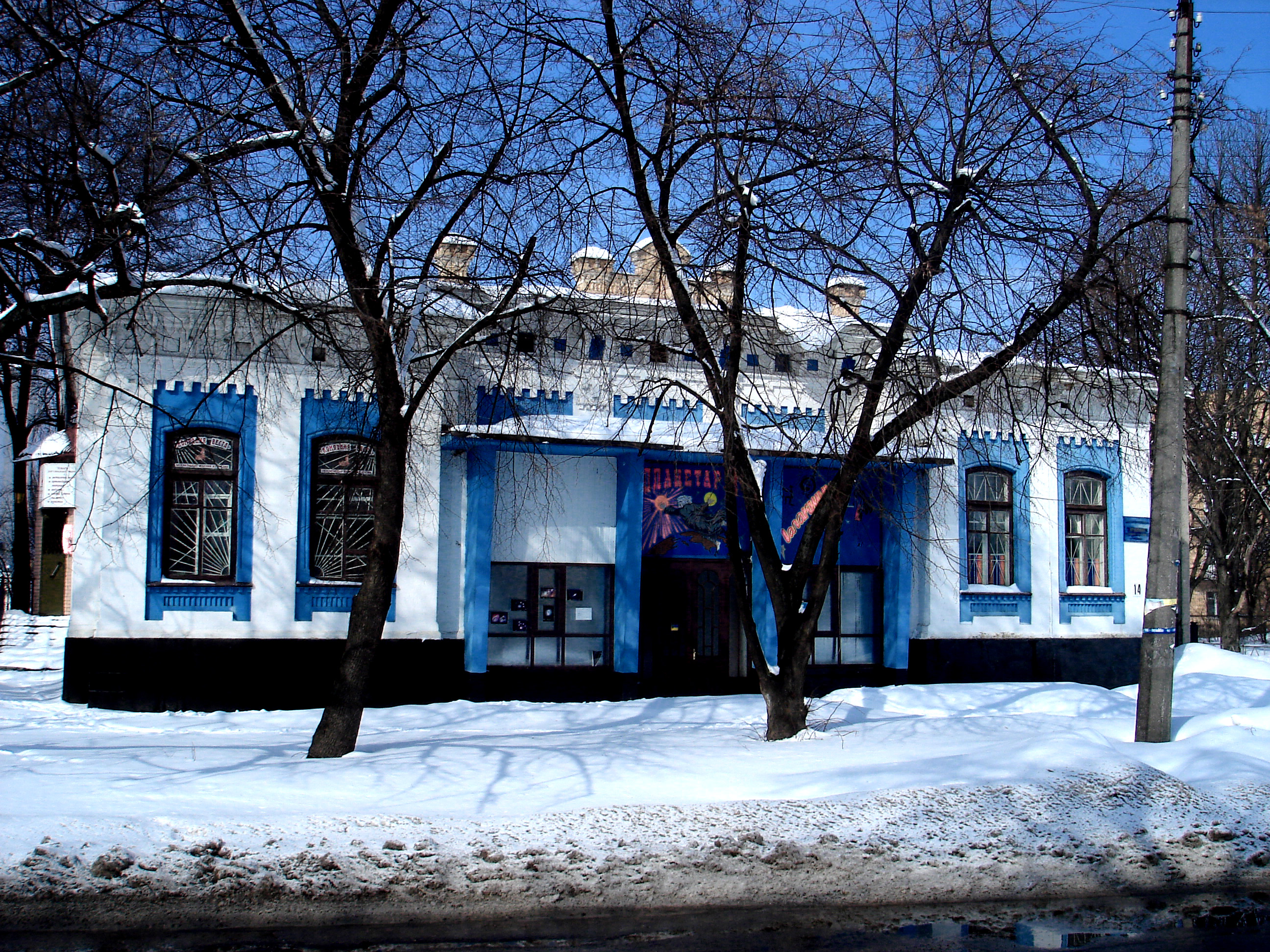
Планетарій взимку
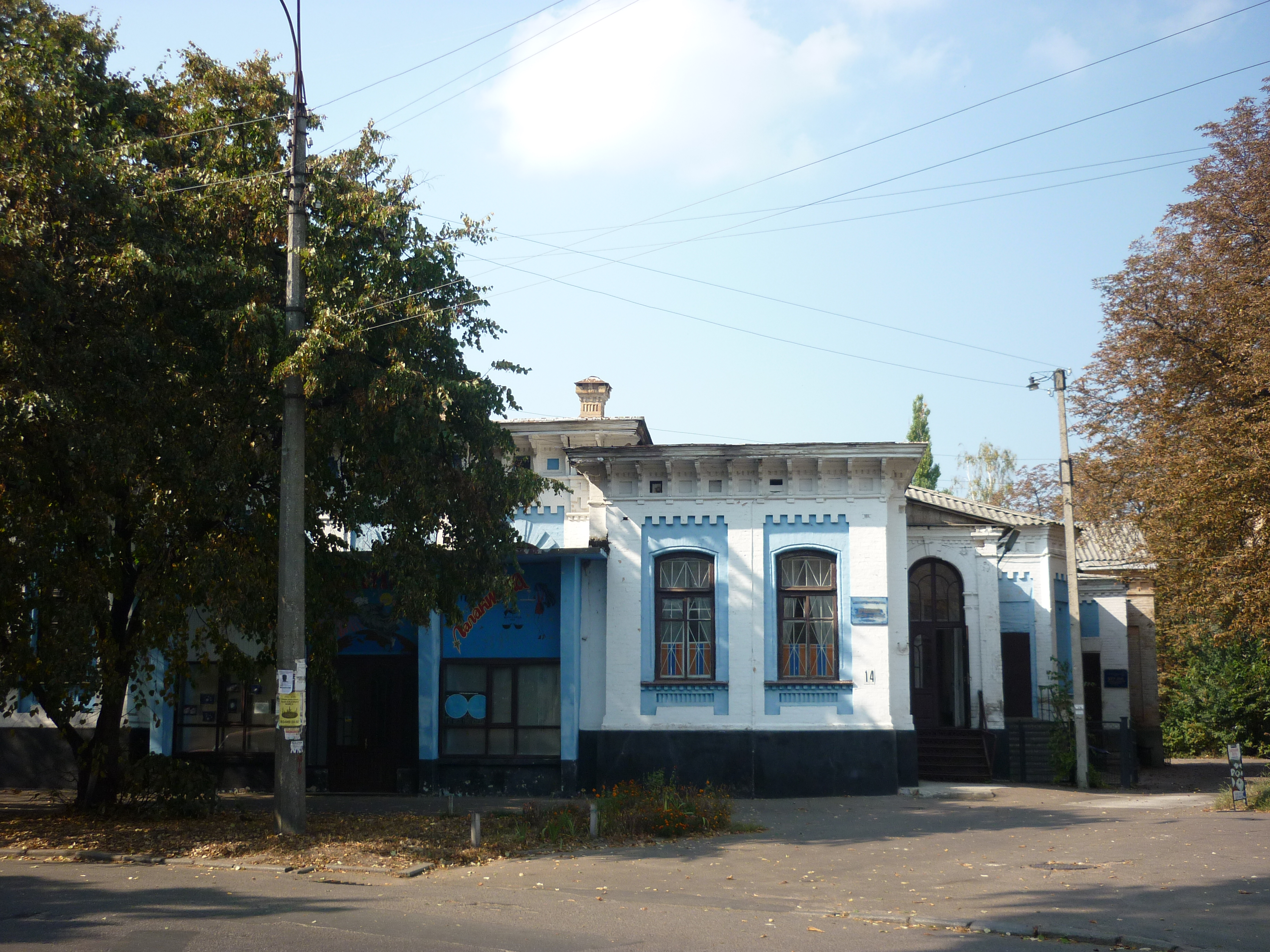
Збоку видно добудовані корпуси